# Círculo de Ajedrez de Villa del Parque

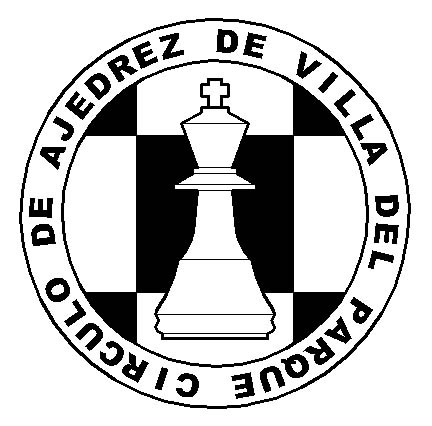
Logo del CAVP

El Círculo de Ajedrez de Villa del Parque fue un club de ajedrez argentino, que existió entre los años 1933 y 1983, el cual tuvo a grandes exponente del ajedrez de ese país entre sus socios.

## Historia
El 16 de noviembre de 1932 se inicia, en el local de la "Asociación Vecinal de Villa del Parque", un torneo de ajedrez que finaliza con el triunfo de Pablo Wahlers, seguido por Armando Lamberti, Carlos Schilling, Lauríno Ghignone, Luis Garritani y Carlos Zwirn.
Los días 22 y 29 de diciembre, un equipo integrado por los nombrados, a los que se agregan Edmundo Maggi, Esteban Kulchytzky, Maulio Carini, Ricardo Farrell y Armín Ruch, se enfrenta con el Círculo de Ajedrez de Flores. Continúan los matches: Club Villa del Parque, Círculo de Villa Crespo y Centro Social "El Talar" donde juegan Tokumi Yamasawa, Bocciardo y Coluccia, que poco después ingresarían al Círculo.
En abril de 1933, José Novo gana el primer torneo de 4.ª.B.

El acta de fundación del C.A.V.P. está fechada el 20 de julio de 1933 y su primera Comisión Directiva es integrada por Alfredo Besler, presidente, José A. Sordi, Carlos Schilling, A.Zorreguíeta, Luis Garritani, Edmundo Maggi y Juan Carlos Bonaventura.

## Síntesis cronológica
1933
Edmundo Maggi se consagra primer campeón del C.A.V.P. al ganar el torneo de 3a. José Novo y Maurício Lezcano ganan los torneos de 4a. A y B.
Alfredo Rebizzo ofrece las primeras simultáneas que se realizan en el Círculo. Lo siguen el Dr. Massiá y Julio Molina.
1935
Edmundo Maggi tiene a su cargo una sesión de simultáneas precedida por un comentario sobre el libro "Los grandes maestros del tablero" de Ricardo Reti.
1936
Luis Arcamone gana el torneo de 4a.A y asciende a 3a.categoría junto con J. Novo y A. Garritani.
1937
Oscar Garíbaldi participa por vez primera en un torneo abierto.
1938
Luis Arcamone se clasifica Campeón Nacional de 3a.categoría.
1939
Alberto Costa se clasifica Campeón Nacional de 3a.categoría.
Luis Arcamone gana el Torneo Abierto de Villa del Parque en el que interviene la Srta. Dora B. Trepat, futura campeona argentina.
1940
Julio Vázquez, Fernando Ramírez, Alberto Costa y Oscar Garibaldi ocupan los primeros lugares del Campeonato Nacional de 3a.categoría, consagrando al Círculo como la entidad más fuerte en la categoría.
1941
José Novoa gana el torneo de 4a. A. Lo siguen: Bernardo Wexler, Ramón Ezeiza, Ramón Bensabath y Julio Fuentes.
Oscar Arcamone gana, invicto, el torneo de 2.ª categoría y se consagra ya Campeón del C.A.V.P.
1942
Bernardo Wexler gana el torneo de 4a.A y luego se clasifica Campeón Nacional de 4a.categoría.
Fernando Ramírez ocupa el tercer puesto en el Campeonato Nacional de 2a.categoría. Es el primer representante del club que asciende a 1.ª categoría.
1943 Bernardo Wexler gana los torneos internos de 3a. y 2a. categorías.
Oscar Arcamone y Oscar Garibaldi se clasifican Campeón y subcampeón Nacional de 2a.categoría.
Arcamone gana el Torneo Selección de 1a.categoría. En el mismo, Garibaldi gana el ascenso a la categoría superior. Ya pertenecen a esa categoría: Arca-mone, Garibaldi y Ramírez.
En diciembre aparece el primer número de la revista "Nuestro Círculo" con un variado contenido que incluye hasta recetas de cocina.
1944
El equipo del Círculo (Wexler, Costa, Canevarí, Rosa y Guzmán) gana el Campeonato Metropolitano de 2a.categoría.
Lorenzo Maffeo gana el Torneo de 4a.A.
1945
Se disputa el primer torneo interno de la.categoría. Lo gana Arcamone, seguido por Ramírez, Benjamín Cruz (invitado), Garibaldi y Bernardo Wexler. Arcamone es nuestro primer Campeón de 1.ª categoría.
Alberto Foguelman gana el torneo “12º aniversario" de 4a.categoría. Garíbaldi gana el Torneo Selección de 1a. categoría. Él y Arcamone adquieren el derecho a participar en el Campeonato Argentino.
Maffeo gana los torneos de 3a. y 2a. categorías y asciende con Foguelman condicionalmente a primera.
Garíbaldí participa en el Magistral del Círculo "La Regence".
El equipo del Círculo (Arcamone, Garíbaldi y Ramírez) gana el Torneo Metropolitano de 1a.categoría.
Foguelman juega el Nacional de 2a.categoría y asciende a 1a.categoría en forma condicional.
Arcamone gana el Campeonato del Círculo.
1948

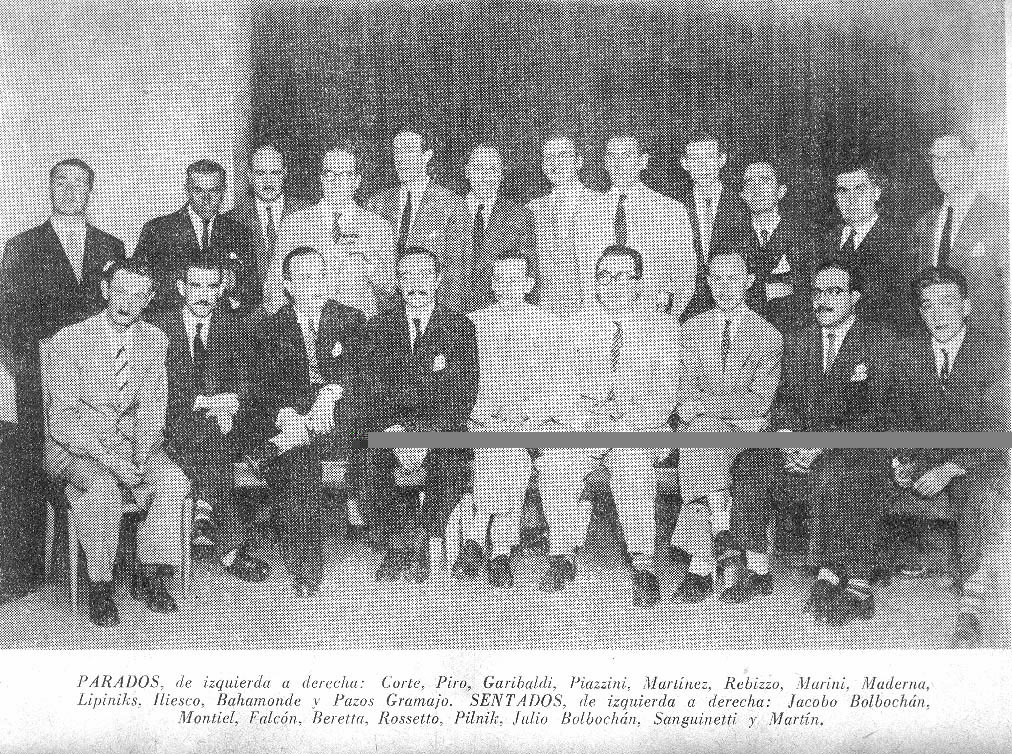
Campeonato Argentino 1946

Arcamone gana nuevamente el Campeonato del Círculo.
Manuel Marcos gana el Campeonato de 3a.categoría.
1949/50 Marcos gana los Campeonatos de 2a. y 1a. categoría.
Wexler participa en el Torneo Mayor y obtiene el puntaje necesario para permanecer en 1a categoría.
Maffeo gana el Campeonato de 1a.categoría.
1951
Arcamone retiene el título de Campeón del Círculo al vencer al desafiante Maffeo.
Foguelman interviene en el Selección Nacional de 1a.categoría y por su participación en el Torneo Mayor de la FADA obtiene la títularídad en la categoría superior.
El Dr. Jaíme Menassé gana el Torneo de primera y se enfrenta con Arcamone, quien vuelve a retener el título.
1953
Pablo Buy gana, en el mismo año, los torneos de 4a.B, 4a.A y 3a.categoría, ascendiendo a segunda.
Foguelman gana el Campeonato de 1a.categoría.
1954
Alberto Foguelman se consagra Campeón del Círculo al vencer a Arcamone en el encuentro desafío.
Benzaquen gana el Campeonato de Primera, pero es derrotado en un match por Foguelman que retiene el título.
1955
Garibaldi triunfa en el Campeonato de 1a.categoría. Foguelman lo derrota y retiene el título de Campeón del Círculo.
Benzaquén se consagra Campeón Nacional de 2a.categoría.
1956
Manuel Nascel es Campeón Nacional de 2a. categoría.Tras ganar el Torneo de primera y derrotar a Foguelman en el desafío, Benzaquen se consagra nuevo Campeón del C.A.V.P.
1957
Jaime Menassé gana el Campeonato de 1a. categoría.
1958/59
Benzaquen gana el Campeonato de 1a. categoría. El Círculo celebra sus bodas de plata con un gran Torneo Magistral en el que triunfa Raúl Sanguinetti escoltado por Héctor Rosetto. Foguelman ocupa el 9º lugar en el Magistral de Mar del Plata. Betnardo Wexler gana el Campeonato Argentino escoltado por Foguelman. Foguelman triunfa en los magistrales de La Regence y de Quilmes.
1960
Jorge Rubínetti gana los Campeonatos de 4a., 3a. y 2a. categoría. Pablo Buj gana el Campeonato de 1a.categoría. Foguelman interviene en el Gran Torneo Sesquicentenario e integra el equipo argentino en la Olimpiada de Leipzíg, constituyéndose en el primer olímpico del C.A.V.P.
1961
Foguelman vence en el Campeonato de 1a.categoría. Rubínettí se clasifica vicecampeón juvenil argentino y como representante argentino participa en el Campeonato Mundial Juvenil. Rubinetti gana el Campeonato Metropolitano de 2a.categoría.
1962/63
Rubínetti gana el Campeonato Metropolitano de 1a.categoría. Foguelman escolta a Raúl Sanguínetti en el Campeonato Argentino donde participa Rubinettí por primera vez. Foguelman íntegra el equipo argentino en la Olimpiada de Varna. Laureano De Priego gana el Campeonato de 1a.categoría. Foguelman retiene el título al vencer a su oponente.
1964
Foguelman interviene en el Interzonal de Ámsterdam.
1965
De Príego gana nuevamente el Torneo de Primera y Foguelman mantiene su condición de Campeón del Círculo al vencer a su desafiante.
1967
Jorge Rubinetti es Campeón del Círculo al ganar el Campeonato de 1a. y vencer categóricamente a Foguelman.
1970
Herbert Pérez gana el Campeonato de Primera, pero es derrotado por Rubinetti en el encuentro por el título.
1971
Jorge Rubínetti se consagra, por primera vez, Campeón Argentino.
Bartólomé Marcussi gana el Torneo de 1a.categoría, pero cae derrotado por Rubinetti, que retiene el título.
1973
Horacio Abramson se consagra Campeón del Círculo al ganar este año el Torneo de 1a.categoría y no realizarse el encuentro desafío.
1974
Antonio R. Francia obtiene el título de Árbitro Internacional por resolución del Congreso de la F.I.D.E reunido en Helsinki.
1976/77
Ingresa al Círculo el Maestro Isaías Pleci, dos veces campeón argentino (1929/30), de destacada actuación internacional.
Foguelman obtiene el título de Campeón del Círculo al vencer en el Campeonato de 1a. categoría y al titular anterior en el desafío.
1979
Gustavo Águila se clasifica como el mejor juvenil en dos torneos del Primer "Grand Príx 1979"
1980
Marcussí, poco después Maestro Internacional de A. Postal, obtiene por segunda vez el Campeonato de 1a.categoría, pero Foguelman retiene el título al resultar empatado el encuentro desafío.
Águila obtiene el 2.º puesto en el Abierto de San Isidro.
1981
En junio reaparece "Nuestro Círculo" bajo la dirección del arqto. Roberto Pagura. De 1975 al 78 se habían publicado 17 números dirigidos por comisiones juveniles, Carlos Coda y Héctor Reitano.
1982
Águila se clasifica tercero en el Metropolitano de 1a.categoría.
Carlos Gentíle gana el Campeonato de 1a.categoría y se consagra Campeón del Círculo al vencer a Foguelman por 3,5 a 2,5 pts.
1983
Jorge Rubinetti se consagra, por segunda.vez, Campeón Argentino de Ajedrez, máximo galardón conquistado por un representante del Círculo, coronando así una densa campaña que lo lleva a representar al país en las Olimpíadas de ajedrez de Lugano 68, Síegen 70, Skope 72, Niza 74, Malta 80 y Lucerna 82. Además partícípa en los Interzonales de Petrópolis (Brasil) y Toluca (México) y en gran cantidad de torneos magistrales.

## Las sedes del Círculo
La primera sede fue la trastienda de una lechería de la calle Cuenca al 2700, desde la cual pasa, poco después, al local de Helguera 2780 en el que permanece por espacio de casi 40 años.
La demolición del edificio, a mediados del 72, pone al Círculo en la obligación de trasladarse a San Nicolás 2492 donde funciona hasta fines de 1976. Se muda entonces a la casa de San Blas 2492 con el propósito de convertirla en sede propia, pero el intento fracasa por razones no ajenas a la situación general del país, a principios de 1980, el Círculo instala su sede en Navarro 2544, pasando a Nogoyá y Cuenca, luego a Simbrón y Argerich y más tarde a Baigorria y Helguera para desembocar, al principio del año 2000, en la sede del Club Social y Deportivo Pacífico en Santo Tomé 3823.
A mediados de 2018 se traslada a su sede actual, compartida con el Club de Jubilados "Rincón de Amigos", en Cervanes 2481. 

## Los presidentes
Durante estos 50 años, han asumido la máxima responsabilidad en la conducción del Círculo: Alfredo Besler, Edmundo Maggí, Luis J.Moya, Andrés D’Orio (varios períodos), Francisco Pampliega, Clodomiro Araujo, Eugenio Jaggi, Alfredo Rosa, Fiovo Manzi, Enrique Palombo, Alberto Foguelman, Israel Tartas, Fructuoso Giménez (tres periodos), Emílío Nitti, Francisco De Doménico, Antonío R.Francia (5 períodos), Ramón Ezeiza, Félíx Fiszman, Laureano De Priego, Guillermo Sinardi, Nicolás Consolo, Sábado Santomauro, Mario lacobacci, José Luis Graviotto, Osvaldo Soler, Carlos A. Gentile, Omar Peluffo, y José Taschetta (10 años).

## Los asociados
Aparte de los ya nombrados, que sobresalieron por su trayectoria ajedrecística o como dirigentes, merecen ser recordados algunos asociados de los mu-chos que, con su labor intelectual o manual o con su aporte pecuniario, han permitido recorrer con fortuna este largo camino. Ordenados por año de ingreso, ellos son:
1935: Oscar Arcamone y Eugenio Jaggi. 

1936: Alfredo Rosa, José Novoa, Antonio Giménez, Alberto Costa, Fiovo Manzi y Osvaldo Canevari. 
1937: Oscar Garibaldi y Tokumi Yamasawa.

1938: Ildefonso Pereyra, Luis Montbrun, Julio Frontera y Ángel Flores.

1941: Enrique Palombo, Alfredo Della Paolera y Ángel Capellini.

1942: Bernardo Wexler, Francisco M. Fuertes, Luis Cárrega y Clodomíro Araujo. 

1943: Domingo Falzarano, Guíllermo Pola, Bernardo Vijnovski, Julián Ayerbe, Francisco Pampliega y Raúl Ocampo. 

1944: Manuel R.Marcos, Antonio Buj y Lorenzo Maffeo. 

1945: Alberto Foguelman.

1948: Jaime Menassé.

1949: Nicolás Consolo, Israel Tartas y los hnos. De Doménico.

1951: Edgardo Benzaquen, Hugo Fernández y Osvaldo Di Diego. 

1952: Francisco Di Diego y Antonío R. Francía. 

1953: Israel Naymark, Emilio Nitti, Pablo Buj y Guillermo Sinardi. 

1954: Fructuoso Giménez y Fausto Veníni. 

1955: José Luis Gravíotto. 

1957: Oscar T.Vietta y José Taschetta. 

1958: Laureano De Priego, Aída Karguer (campeona ar-gentina), José E.Martínez y Alfonso Corradíni. 
1959: Jorge Rubinettí y Aníbal Baroli. 

1960: Horacío Sabetto.

1962: Felíx Físzman y Horacio Abramson. 

1964: Sábado Santomauro y José Abeijón.

1965: Juan C. Orlandí y Oscar Bartolozzi.

1966: Carlos Gentile y José Rozenblat 

1968: Héctor Reitano, Bartolomé Marcussi, Alberto Feldman y Eduardo Iacobacci. 

1969: Oscar Ramos. 

1970: Roberto Pagura, Héctor Kalejman Gustavo Águila y Carlos Coda. 

1971: Norberto Moyano, Enrique Blusztein, Guillermo Mansour, Alfredo Osuna, Atilío Pepa y Omar Peluffo. 

1972: Ricardo Pesce, Carlos Murat y Carlos Madeo. 

1975: Roberto Fedorowsky. 

1977: Oscar Serebrisky. 

1979: Walter Línares. 

1980: Salvador Schíllaci, Roberto e Hilda Nardo. 

1981: Fernando García y Mario M. Anaya.

1985: Víctor R. Francia

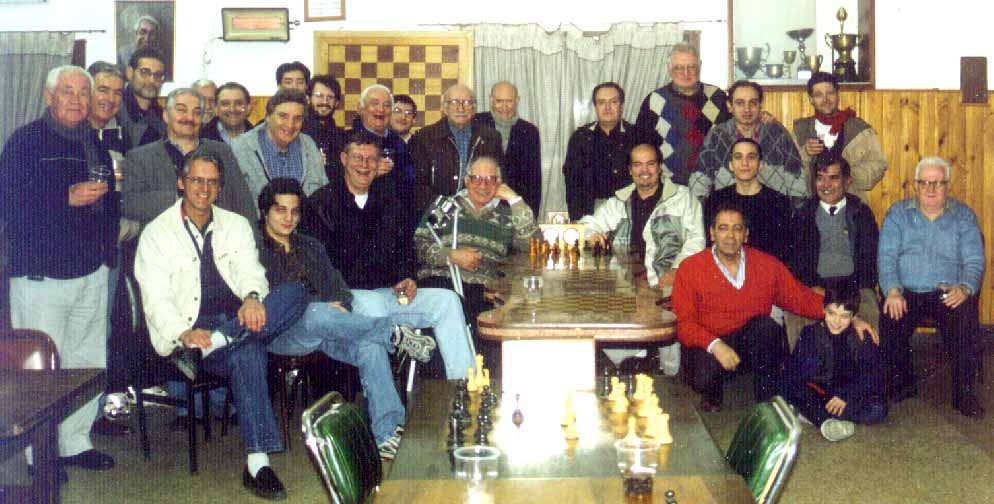
Socios del CAVP en una de sus tantas reuniones

Finalmente, debemos mencionar a esos socios anónimos que se acercaron al Círculo simplemente para practicar el ajedrez, con la intención de penetrar en sus misterios o bien para "pasar el rato” participando en los torneos internos o pimponeando sin mayores pretensiones.
Ellos también constituyeron, sin duda, otro ingrediente indispensable de estos primeros cincuenta años de la vida de nuestro Círculo. 

«Inicios del Círculo de Ajedrez de Villa del Parque». 11 de noviembre de 2005. Consultado el 4 de agosto de 2011 Víctor R. Francia.

## Actualidad
Actualmente el Círculo de Ajedrez de Villa del Parque; cambió su nombre a Club de Ajedrez de Villa del Parque, manteniendo las siglas por las que fuera conocido durante toda su existencia: C.A.V.P.
También ha vuelto a la Federación Metropolitana como Institución y recomenzando con las actividades pilares de todo club dedicado a una actividad: fomento de una escuelita para niños y niñas, organización de torneos para federados y formar parte del Circuito ajedrecístico de la Ciudad Autónoma de Buenos Aires.